# 角田健一郎
角田 健一郎（つのだ けんいちろう、1919年5月20日 - 1983年8月7日）は東京映画製作部長、日本映画のプロデューサー。

## 経歴
東京大学を卒業し、海軍入り。1946年に東宝入社。1957年に東京映画に移籍し製作部長となる。1963年以降は、東宝の契約プロデューサーになる。1970年に東宝映像美術の管理職に就く。

## 代表作
- 1962年　-　「どぶ鼠作戦」
- 1963年　-　「大盗賊」
- 1963年　-　「社長外遊記」
- 1963年　-　「続・社長外遊記」
- 1965年　-　「100発100中」
- 1966年　-　「フランケンシュタインの怪獣 サンダ対ガイラ」[1]